# 691 до н. е.

## Події
2 лютого 691 року до н. е. відбулося кільцеподібне-повне сонячне затемнення.
28 липня 691 року до н. е. відбулося повне сонячне затемнення.